# Filippo de Filippi
Filippo de Filippi, italijanski zdravnik, popotnik in anatom, * 20. april 1814, Pavia, † 9. februar 1867, Hongkong.
1. 1 2  data.bnf.fr: platforma za odprte podatke — 2011.
2. 1 2 3 4  www.accademiadellescienze.it
3. 1 2  Cimino G. Dizionario Biografico degli Italiani — 1987. — Vol. 33.